# Dolores Hart

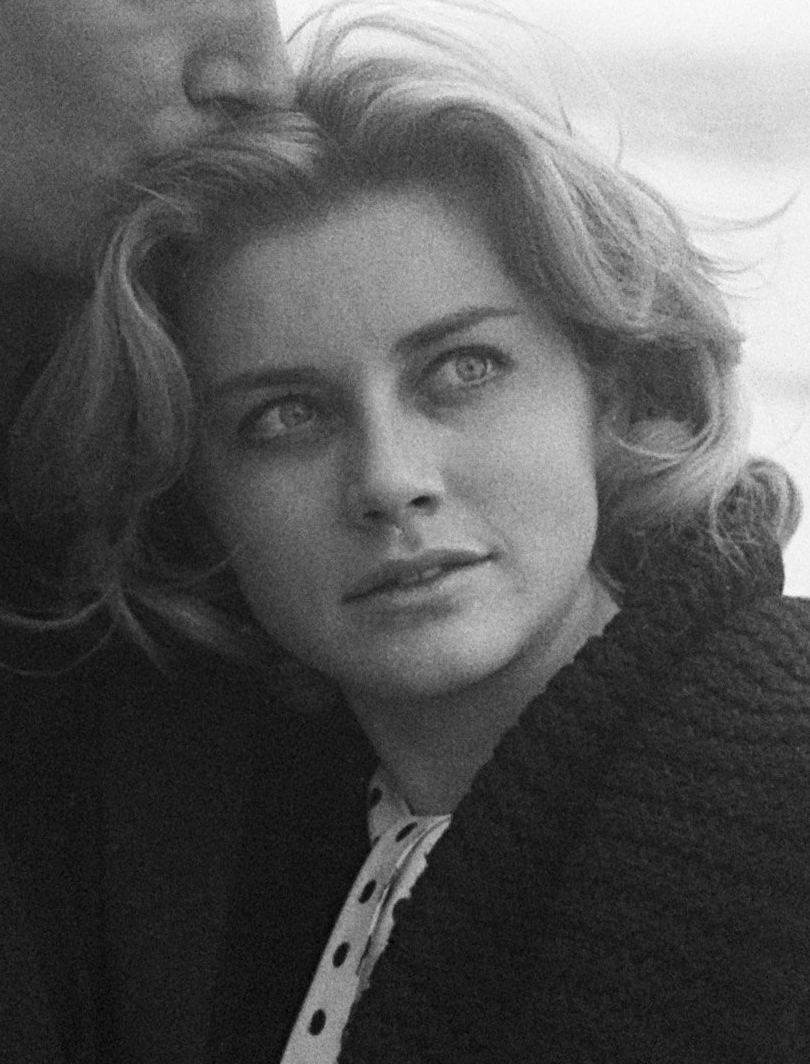
Dolores Hart (1961)

Dolores Hart OSB (* 20. Oktober 1938 in Chicago, Illinois; bürgerlicher Name Dolores Hicks) ist eine ehemalige amerikanische Filmschauspielerin, die zwischen 1956 und 1962 in zehn Filmen mitwirkte, bevor sie sich dazu entschloss, in ein Kloster der Benediktinerinnen einzutreten, wo sie heute Priorin ist.

## Leben

### Kindheit
Die am Morgen des 20. Oktober 1938 um 10.30 Uhr geborene Dolores Marie Hicks war das einzige Kind des Schauspielers Bert Hicks und seiner Frau Harriett Lee Pittman. Weil ihre, bald nach Los Angeles verzogenen, Eltern sich ständig stritten und die Ehe als zerrüttet galt, lebte Dolores zeitweise bei ihren mütterlichen Großeltern in Chicago.
Betty Hicks, eine Schwester ihres Vaters, heiratete den Sänger Mario Lanza, der somit ihr Onkel wurde. Dolores war oft Babysitter der Lanza-Sprößlinge, bis die Familie nach Italien zog.

### Schauspielerin
Mit acht Jahren stand sie für den Abenteuerfilm Amber, die große Kurtisane zum ersten Mal vor der Kamera. Im Jahr 1956 unterschrieb sie einen Filmvertrag bei dem Produzenten Hal B. Wallis und gab ihr Filmdebüt an der Seite von Elvis Presley in Gold aus heißer Kehle. Wallis bat sie darum, einen neuen Namen anzunehmen. Nach seiner Meinung würde Hicks sich nicht gut auf Reklameschildern machen. Als Vornamen bevorzugte er Susan, den Namen ihrer ersten Filmrolle. Weil ihre langjährige Freundin Sheila Hart kurz vor der Hochzeit stand und somit ihren alten Namen ablegen würde, wünschte sich diese, ihren alten Namen auf Dolores zu übertragen. So kam es, dass Dolores den Nachnamen Hart annahm. In ersten Pressemitteilungen wurde sie als „Susan Hart“ vorgestellt und als „das Mädchen, das alle anderen Mädchen hassen werden, weil sie Elvis Presley seinen ersten Filmkuss geben würde“. Ihre Mutter zeigte sich darüber so erbost, dass Wallis schließlich damit einverstanden war, dass sie ihren Vornamen Dolores beibehielt. Während man auf mütterlicher Familienseite froh war, den alten Nachnamen Hicks loszusein, war ihr Vater alles andere als begeistert über diese Entscheidung.
Nach zwei Filmen an der Seite von Anna Magnani, Anthony Quinn und Montgomery Clift drehte Dolores Hart 1958 erneut mit Elvis Presley. Unmittelbar zuvor hatte sie jedoch ein neunmonatiges Engagement am Broadway in New York, wo sie am Longacre Theatre für das Theaterstück The Pleasure of His Company auf der Bühne stand. Es war zu dieser Zeit, als sie sich erschöpft fühlte und – dem Rat einer Freundin folgend – am 12. November 1958 zum ersten Mal ins Benediktiner-Kloster Regina Laudis reiste, um sich zu erholen. Nach dem zweitägigen Aufenthalt fühlte sie sich ausreichend erholt und war bereit für die Rückkehr auf die Bühne. Während ihrer weiteren Bühnenauftritte in New York reiste sie noch öfter in das Kloster und verbrachte dort nach dem Ende ihres Engagements in New York und vor ihrer Rückreise nach Hollywood eine ganze Woche.

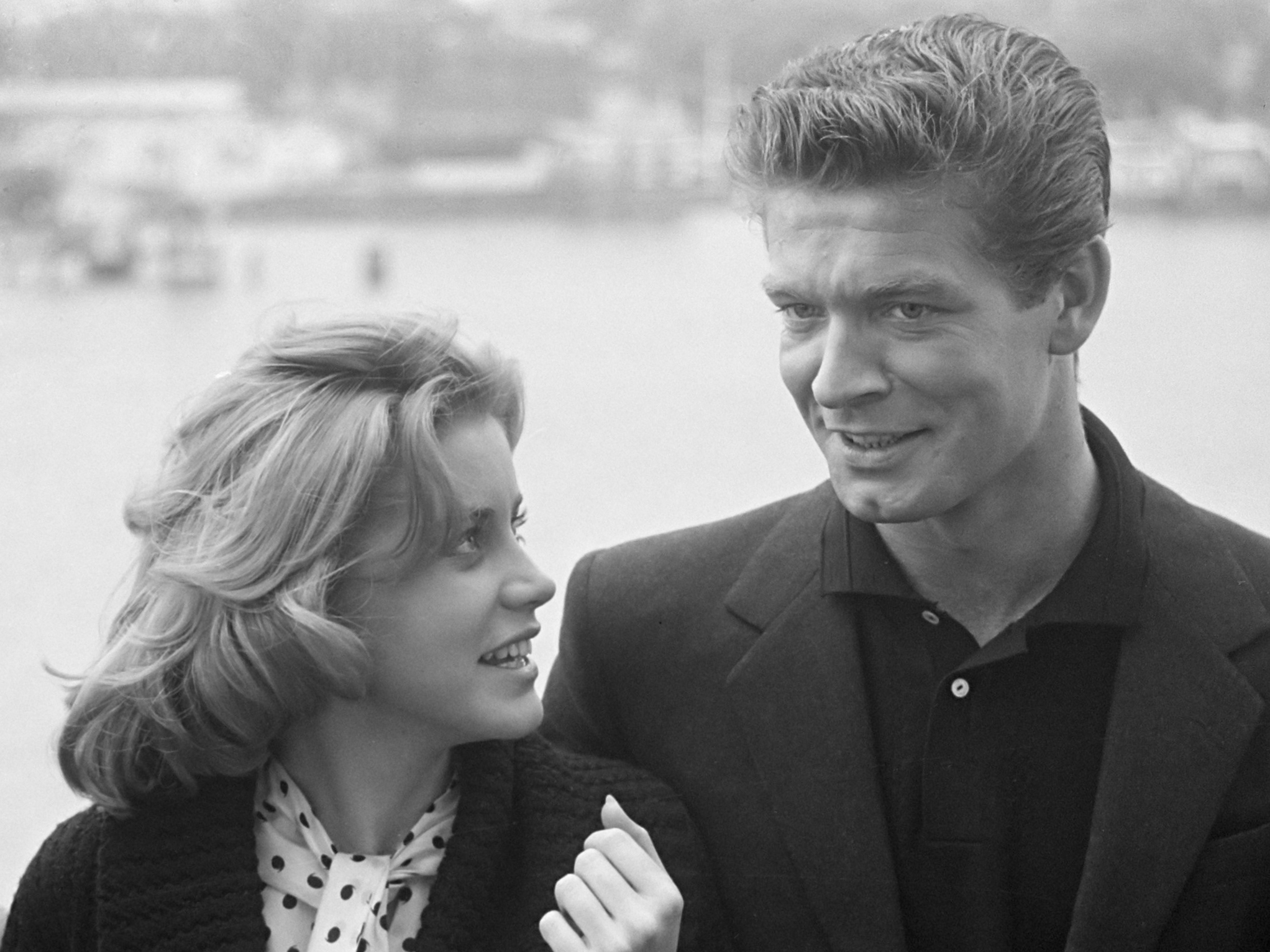
Dolores Hart 1961 mit Stephen Boyd, ihrem Filmpartner in Der Inspektor

Während der Dreharbeiten zu ihrem fünften Film Die Plünderer im Jahr 1959 kamen ihr ernsthafte Zweifel an ihrem bisherigen Lebensweg als Schauspielerin. Als sie sich in ihrer Kabine gerade die Haare gekämmt und in den Spiegel gesehen habe, habe sie in ihrem Kopf die folgenden Worte vernommen: „Du weißt, dass das nicht ist, was du willst“. Diese mahnende „Stimme“ sei in den folgenden zwei Jahren immer wieder gekommen.
Während der Dreharbeiten zu ihrem siebten Film Franz von Assisi, die an Originalschauplätzen in Italien stattfanden, erhielt sie eine Audienz bei Papst Johannes XXIII., der sie bei ihrem Filmnamen Chiara nannte und ihr damit einen entscheidenden Anstoß zum baldigen Eintritt ins religiöse Leben gab.
Weil bereits ihre Bewerbung zur Aufnahme ins Kloster Regina Laudis lief, sie jedoch noch die Aufnahmebestätigung abwarten musste, konnte sie keinen längerfristigen Filmkontrakt eingehen, andererseits aber auch nicht ihr Vorhaben öffentlich machen, ohne Gefahr zu laufen, nicht ins klösterliche Leben aufgenommen zu werden und dadurch ihre Zukunft im Filmgeschäft zu verlieren. Also spielte sie auf Zeit und schlug unter anderem – überraschend für die Außenwelt – ein Angebot als Co-Star von Marlon Brando in Zwei erfolgreiche Verführer aus. Stattdessen nahm sie ein Angebot für eine Gastrolle in der Fernsehserie Die Leute von der Shiloh Ranch an. Hierbei handelte es sich um die Ende Februar 1963 gedrehte Folge The Mountain of the Sun (1x28).

### Nonne
Anfang 1963 kehrte Dolores Hart Hollywood den Rücken, löste ihre Verlobung mit dem Geschäftsmann Don Robinson, der danach nie heiratete und sie bis zu seinem Tod 2011 jährlich an Ostern und Weihnachten besuchte, und trat ins Kloster Regina Laudis der Benediktinerinnen in Bethlehem, Connecticut, ein. Sie absolvierte zunächst die übliche Probezeit als Postulantin, in der sie mit Miss Dolores (dt. Fräulein Dolores) angeredet wurde. Es sei eine schwierige Zeit gewesen, in der sie sich oft einsam und verlassen gefühlt, fast in jeder Nacht geweint und ernsthaft darüber nachgedacht habe, das klösterliche Leben wieder aufzugeben. Damals unterschied sich die Atmosphäre im Kloster Regina Laudis noch deutlich von den Zuständen in der heutigen Abtei. So war es den Postulanten und Novizen seinerzeit noch nicht gestattet, die Professnonnen anzusprechen, Neulinge wurden wie ein Niemand behandelt und bewegten sich in einer Zone, die nicht zu der der Nonnen mit ewiger Profess „gehörte“. Es gab eine strikte Trennung.
Durch ihre am 29. Juni 1964 erfolgte Einkleidung wurde sie Novizin und fortan mit Sister Judith (dt. Schwester Judith) angeredet. Im religiösen Sinne gilt Judith insofern als Ergänzung von Dolorosa, als die Erste die Starke ist, die das Leid besiegen kann, das die Zweite plagt. Dieses gegenseitige Zusammenwirken der beiden Namen und ihrer Bedeutungen dürfte einer der Gründe für die Wahl dieses Namens durch die Äbtissin gewesen sein.
Durch ihr am 29. Juni 1966 abgelegtes erstes Gelübde war Schwester Judith nun erstmals selbst in der Position, auf die Entwicklung im Kloster Einfluss zu nehmen, wodurch sie die Hoffnung hegte, dass eine heutige Postulantin oder Novizin nicht mehr die Phase der Isolation durchmachen müsse, wie sie sie selbst seinerzeit durchlebt habe.
Mit dem am 11. Juli 1970 abgelegten letzten Gelübde wurde sie Nonne mit allen Rechten und Pflichten und wird seither mit Mother Dolores (dt. Mutter Dolores) angeredet. Dass sie ihren eigentlichen Namen zurückerhielt, habe sie sehr glücklich gemacht. Im Januar 2001 wurde Mutter Dolores zur Priorin der Abtei Regina Laudis ernannt.

### Krankheit
Anfang 1997 unterzog Mutter Dolores sich einer Wurzelkanalbehandlung, in deren Folge eine Neuropathie auftrat, die nicht nur zu lang anhaltenden Kieferschmerzen führte, sondern ihr auch über einen langen Zeitraum ernsthafte Probleme beim Stehen und Laufen bereitete, sodass sie größere Distanzen nur mit dem Rollstuhl zurücklegen konnte. Vier Jahre lang sei die Krankheit so schlimm gewesen, dass sie nicht einmal mit den Fingern habe schnippen können.

### Sonstiges
Mit Unterstützung ihrer Freundin Patricia Neal gründete Mutter Dolores 1986 das Open Air Theater The Gary-The Olivia, das sich auf dem Anwesen der Abtei Regina Laudis befindet und Menschen zu Besuchen in der Abtei animieren soll. Seinen Namen erhielt es zu Ehren von Gary Cooper, dem Vater ihrer gemeinsamen Freundin Maria Cooper Janis, und der bereits in jungen Jahren verstorbenen Tochter von Patricia Neal. Außerdem wurden in der Abtei CD-Projekte realisiert.
Dolores Hart ist nach wie vor bei der Academy of Motion Picture Arts and Sciences für die Oscar-Vergabe stimmberechtigt. Eine Kurzdokumentation über ihr Leben, Gott ist größer als Elvis, wurde für den Oscar 2012 nominiert.
Am 14. August 2013 besuchte sie zum ersten Mal Graceland und nahm an den Feierlichkeiten zu Ehren von Elvis Presley teil.

## Filmografie (Auswahl)
- 1957: Gold aus heißer Kehle (Loving You)
- 1957: Wild ist der Wind (Wild Is the Wind)
- 1958: Das Leben ist Lüge (Lonelyhearts)
- 1958: Mein Leben ist der Rhythmus (King Creole)
- 1960: Die Plünderer (The Plunderers)
- 1960: Dazu gehören zwei (Where the Boys Are)
- 1961: Franz von Assisi (Francis of Assisi)
- 1961: Ganoven gehen an Bord (Sail a Crooked Ship)
- 1962: Der Inspektor (The Inspector)
- 1963: Flieg mit mir ins Glück (Come Fly with Me)